# 于扎
于扎（法語：Uza，法語發音：[yza]）是法国朗德省的一个市镇，属于达克斯区。

## 地理
于扎（44°1'59"N, 1°12'2"W）面积12.88 平方千米，位于法国新阿基坦大区朗德省，该省份为法国西南部沿海省份，是法國本土面积第二大的省，北起吉倫特省，西临大西洋，南至大西洋比利牛斯省，东临热尔省，东北与洛特-加龍省接壤。
与于扎接壤的市镇（或旧市镇、城区）包括：莱维尼亚克、利特和米克斯、梅佐斯、博恩地区圣于连。

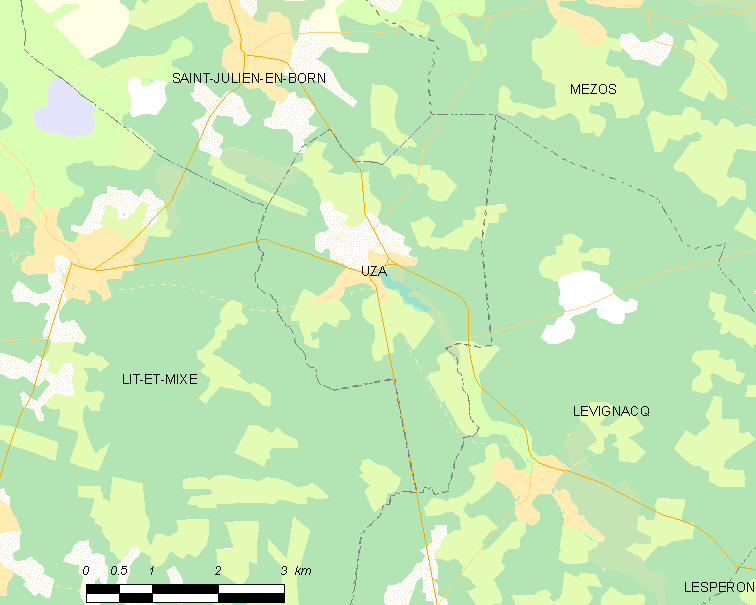
于扎的OSM定位图

于扎的时区为UTC+01:00、UTC+02:00（夏令时）。

## 行政
于扎的邮政编码为40170，INSEE市镇编码为40322。

## 政治
于扎所属的省级选区为银色海岸县。

## 人口

1962-2008年间于扎人口变化图示

于扎于2022年1月1日时的人口数量为188人。